# Реакция Риттера
Реакция Риттера (реакция Риттера-Графа) — метод синтеза N-замещенных амидов карбоновых кислот алкилированием нитрилов карбокатионами. В качестве предшественников карбокатионов могут выступать алкены или их производные (например, α,β-ненасыщенные кислоты, их эфиры либо амиды, α-галогеналкенами), спирты, оксираны и т. д. в условиях кислотного катализа:
{\displaystyle {\mathsf {RCN+R^{1}R^{2}C{\text{=}}CHR^{3}+H_{2}O\rightarrow RC(O)NHC(R^{1})(R^{2})CH_{2}R^{3}}}}
Реакция была открыта в 1940 г. П. Графом, а в 1948 г. была подробно изучена Дж. Риттером.

## Механизм реакции
Механизм реакции включает три стадии:
Сначала алкен 1 протонируется с образованием карбокатиона 2.
{\displaystyle {\mathsf {(CH_{3})_{2}C{\text{=}}CH_{2}+H^{+}\rightarrow (CH_{3})_{2}C^{+}{\text{-}}CH_{3}}}}
Затем происходит N-алкилирование нитрила с образованием нитрилиевой соли 3:
{\displaystyle {\mathsf {RCN+(CH_{3})_{2}C^{+}{\text{-}}CH_{3}\rightarrow [RC\equiv N^{+}C(CH_{3})_{3}\rightleftarrows RC^{+}{\text{=}}NC(CH_{3})_{3}]}}}
На последней стадии нитрилиевая соль реагирует с водой, образуя таутомер амида 4, изомеризующийся далее в N-замещенный амид 5:
{\displaystyle {\mathsf {RC^{+}{\text{=}}NC(CH_{3})_{3}+H_{2}O\rightarrow RC(OH){\text{=}}NC(CH_{3})_{3}\rightarrow RCONHC(CH_{3})_{3}}}}
В случае жидких нитрилов реакция проводится без растворителя, в прочих случаях используются органические растворители — уксусная или пропионовая кислоты, дибутиловый эфир и пр. В качестве катализатора применяют 85-100%-ю серную или 85-95%-ю фосфорную кислоты, хлор-, фтор- и метансульфоновую кислоты, смесь трифторида бора и серной кислоты и т. п..
Синтез проводят в две стадии — сначала при 25-50 °C реакцию олефина с нитрилом, после чего в реакционную смесь добавляют воду. Выходы амидов составляют 50-80 %.

## Применение
Реакция Риттера находит применение в лабораторных условиях и в промышленности для синтеза N-замещённых амидов карбоновых кислот.